# Jean Carlu
Pour les articles homonymes, voir Carlu.
Ne doit pas être confondu avec Jean Carlus.
Jean Carlu est un dessinateur publicitaire et affichiste français, né le 3 mai 1900 à Bonnières-sur-Seine et mort à Nogent-sur-Marne le 22 avril 1997.  

## Biographie

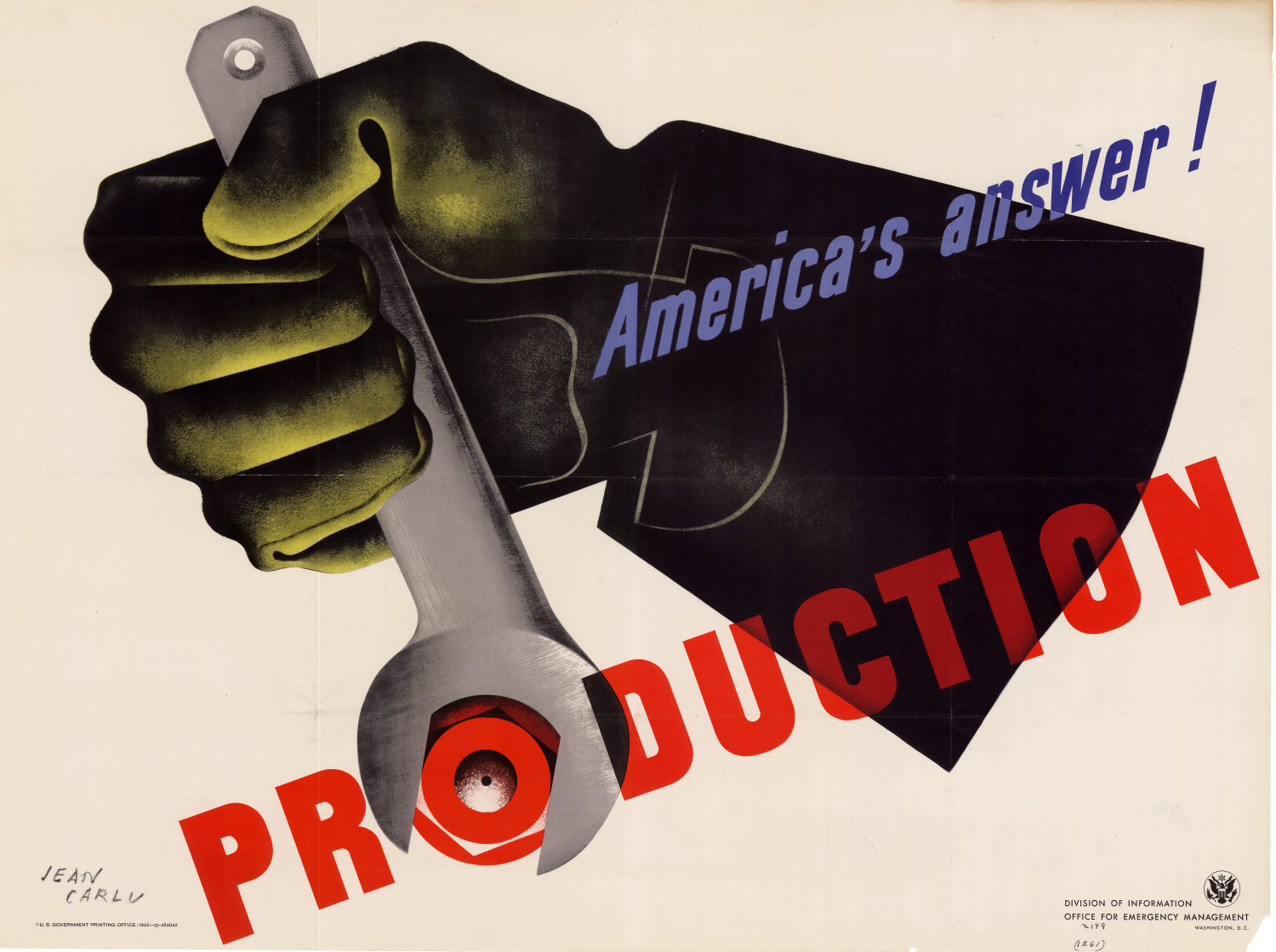
America's Answer, affiche pour soutenir l'action des Alliés lors de la Seconde Guerre mondiale, 1942.

Georges Léon Jean Carlu est né le 3 mai 1900 à Bonnières-sur-Seine. Il est issu d'une famille d'architectes ; son frère aîné Jacques Carlu (1890-1976) dirige la construction du palais de Chaillot à Paris. Il commence des études d'architecture à l'École des Beaux-Arts de Paris, tout en s'intéressant au graphisme ; à la suite d’un accident, une amputation du bras droit en 1918 le contraint à abandonner l'architecture et à se tourner vers le graphisme et l'affiche,,. 
Il commence sa carrière comme affichiste professionnel en 1919, à la suite d’un concours pour une marque de dentifrice (Glycodont, en 1918). Il assume la fonction d’illustrateur de 1919 à 1921 puis devient dessinateur publicitaire à l'agence Wallace et Draeger entre 1921 et 1923. Il crée ses premières œuvres dans un style Art déco : le Kid de Charlie Chaplin, Dentifrice Gellé frères. 
Attiré par le cubisme et par l’œuvre de Juan Gris ainsi que par Albert Gleizes, il fut un des premiers à comprendre que pour fixer l’image d’une marque dans l’esprit du consommateur, il devait procéder par l’utilisation de formes schématisées et de couleurs très expressives. Ces mêmes qualités confèrent à ses affiches leur dimension d'œuvres d’art. On lui doit notamment deux affiches devenues célèbres pour Monsavon et le Théâtre Pigalle. Il a aussi travaillé pour Air France comme illustrateur mais aussi comme directeur artistique en 1956.
En 1939, il part aux États-Unis au titre de conseiller artistique à la direction des services de propagande du gouvernement ; il y passe la période de la guerre et crée une série d'affiches pour soutenir l'action des Alliés, notamment Stop Hitler Now, America's Answer, tirée à cent mille exemplaires et distribuée dans les entreprises,, ou Entre le marteau et l'enclume. 
Après la guerre, il travaille pour la compagnie aérienne Pan American Airways. En 1952, il est le premier président de l'Alliance graphique internationale (AGI),. Rentré en France, il travaille pour Air France, pour le  groupe Perrier : il crée pour Perrier l'affiche publicitaire pour la boison gazeuze Pschitt, avec un clown orange et un auguste jaune,, ainsi que pour les Éditions Larousse dont il devient conseiller artistique. 
Jean Carlu a aussi travaillé en Belgique et dessiné une affiche publicitaire de 3 × 4 m pour les usines de peintures Lavenne Frères à Dour, vraisemblablement dans les années 1960. 
Il a été l'un des premiers affichistes à intégrer la photographie, utilisant cette technique comme un élément venant s’ajouter au dessin et au graphisme, notamment dans son affiche Pour le désarmement des nations en 1932 où il utilise une photographie d’André Vigneau : le gros plan du visage terrifié d’une mère et de son enfant est intégré dans un dessin géométrique,, ainsi que dans son affiche pour le Secours international aux femmes et aux enfants des républicains espagnols : Bombes sur Madrid .... Civilisation ! : Carlu associe la photographie prise par Jaum Miravittles en octobre 1936 d'une enfant victime du bombardement de Getafe le 30 octobre 1936 avec le sillage graphique rouge d'un avion.
Jean Carlu prend sa retraite en 1974. Son épouse est décédée en 1982 ; il meurt à Nogent-sur-Marne le 22 avril 1997.

## Expositions
- 26 novembre 1980 - 29 mars 1981 : Rétrospective Jean Carlu, Musée de l'Affiche, Paris[13].
- novembre 2001 - janvier 2002 : El espectáculo está en la calle - El cartel moderno francés : Paul Colin, Jean Carlu, Charles Loupot, Cassandre, Musée national centre d'art Reina Sofía, Madrid[4].

## Collections
- Museum of Modern Art (MoMA), New York[14].